# 김순선
김순선(金順仙, 1956년 6월 11일 ~ )은 대한민국의 성우이다. 문화방송 성우극회 소속. 1976년 MBC 공채 7기로 입사했다.

## 출연 작품

### 방송
- 검용전설 야이바(SBS) - 소라 할머니
- 모트의 시간여행(MBC)
- 미래용사 볼트론(MBC) - 피지(녹사자), 마녀 헤가
- 사랑의 큐피트(MBC) - 데메테르
- 알프스 소녀 안네트(MBC) - 쟌
- 야옹야옹 빌리(MBC) - 죠
- 우주보안관 장고(MBC)
- 유령대소동(MBC)
- 천방지축 덩크슛(SBS) - 철수
- 개구장이 조디(MBC)
- 개구쟁이 태즈(MBC)
- 벼리의 시간여행(MBC)
- 스모기(MBC)
- 마이티 마우스(MBC)
- 흙꼭두 장군(MBC) - 흙꼭두 장군
- 도단이(MBC)
- 몽키특공대(VIDEO) - 몽키
- 무한지대큐(KBS)
- 메칸더V(MBC) - 민이
- CSI 뉴욕(MBC) - 캐런 워커 (카렌 S. 그레건)
- 달려라 또뽀(MBC)
- 메다로트(챔프) - 메타비
- 수퍼 사이보그 네로(어린이TV) - 할머니
- 지옥소녀(애니맥스) - 시모노 메이코

### 영화
- 가위손 (MBC) - 마지 (캐롤라인 아론)
- 네버엔딩 스토리 2 (MBC) - 아트래유 (케니 모리슨)
- 노 브레인 레이스 (MBC) - 베라 베이커 (우피 골드버그)
- 디레일드 (MBC) - 나타샤 (루시 제너)
- 라비린스 (SBS)
- 러브 앤 샤도우 (MBC)
- 레드 히트 (SBS)
- 리썰 웨폰 3(MBC) - 도레스(델로어스 홀)
- 후크 (MBC)
- 레이디 킬러 (MBC) - 마운틴 걸(다이앤 델라노)
- 매그놀리아 (SBS)
- 빅 (SBS)
- 사랑의 블랙홀 (MBC)
- 사이렌스 (SBS)
- 상성: 상처받은 도시 (MBC) - 할머니(후환영)
- 블랙 라이온 (MBC)
- 쉬즈 더 맨 (MBC) - 선생님(패트리샤 이드레트)
- 스타트랙 7 - 제너레이션 (MBC)
- 슬립 허, 쉬즈 프렌치 (MBC) - 붓치 그래디 (줄리 화이트)
- 시카고 (MBC) - 모니 (마이아 해리슨)
- 시크리트 웨폰 (MBC)
- 써머스비 (MBC) - 에스더 (클라리스 테일러)
- 아이언 마스크 (MBC)
- 애나 앤드 킹 (SBS)
- 어느 멋진 날 (MBC)
- 에버 애프터 (MBC)
- 인형의 집으로 오세요 (MBC) - 마크 (매튜 페이버)
- 책상 서랍 속의 동화 (MBC)
- 크루서블 (MBC)
- 탄생 (MBC) - 숀의 엄마(카라 세이무어)
- 트루 크라임 (SBS)
- 프랭키와 쟈니 (MBC) - 네다 (제인 모리스)
- 해리포터와 마법사의 돌 (SBS) - 프레드 위즐리 (제임스 펠프스)
- 해리포터와 비밀의 방 (SBS) - 프레드 위즐리 (제임스 펠프스)
- 7일간의 사랑 (SBS)
- E.T. (MBC) - 스티브(숀 프리에)

## 같이 보기
- 문화방송 성우극회